# Уральский район (Сибирский край)
Ура́льский райо́н — административно-территориальная единица в составе Сибирского края РСФСР СССР, существовавшая в 1925—1929 годах.
Районный центр — село Ново-Уральское.

## История
Район образован Постановлением ВЦИК от 25 мая 1925 года из Уральской укрупнённой волости Калачинского уезда Омской губернии. Район вошёл в состав Омского округа Сибирского края.
На расширенном пленуме Новоуральского райисполкома № 37 от 24 июля 1925 года был принят проект разукрупнения сельсоветов Новоуральского района.
В декабре 1925 года из Бреславского сельского совета выделен Ямпольский. Из Ракитинского сельского совета выделен Голубинский. Из Славянского и Баландинского сельских советов выделен Патровский.
В 1925 году в районе насчитывалось 136 населённых пунктов, 19 сельских советов, 3213 хозяйств.
На 1926 год в районе насчитывалось 3446 хозяйств, 15 сельских советов, 133 населённых пункта.
В январе 1927 года Царскодарский сельский совет переименован в Краснодарский, центр переименован в село Краснодарское.
В апреле 1927 года участки Бакинский, Агафинский, Красносельский, Новобазарный переданы в Новоуральский сельский совет.
В декабре 1927 года из Аулсовета № 4 был выделен Аулсовет № 7.
В 1929 году район был упразднён:
- 8 сельских советов передано в Павлоградский район (Бреславский, Голубинский, Краснодарский, Новоуральский, Пашенно-Рощинский, Ракитинский, Тихорецкий, Ямпольский);
- 8 сельских советов передано в Черлакский район (Аулсовет № 3, Аулсовет № 4, Аулсовет № 6, Аулсовет № 7, Баландинский, Бобринский, Патровский, Славянский).[7]

## Административно-территориальное деление
- Аулсовет № 3  (аул Нурпеес)
- Аулсовет № 4  (аул Состамар)
- Аулсовет № 6  (аул Нургала)
- Аулсовет № 7  (аул Байдалин)
- Баландинский сельский совет  (село Баландино)
- Бобринский сельский совет  (село Бобринка)
- Бреславский сельский совет  (село Бреславка)
- Голубинский сельский совет  (село Голубинка)
- Краснодарский сельский совет  (село Краснодарское)
- Новоуральский сельский совет  (село Новоуральское)
- Патровский сельский совет  (село Патровка)
- Пашенно-Рощинский сельский совет  (село Пашенная Роща)
- Ракитинский сельский совет  (село Ракитинка)
- Славянский сельский совет  (село Славянка)
- Тихорецкий сельский совет  (село Тихорецкое)
- Ямпольский сельский совет  (село Ямполь)

## Население
В 1925 году по похозяйственным книгам в районе насчитывалось 16298 человек.
По переписи населения 1926 года в районе проживало 18360 человек в сельской местности (9341 м — 9019 ж). Крупные национальности: русские, украинцы, киргизы, казаки, немцы, мордва.
Крупнейшие населённые пункты:
- село Пашенная Роща — 1145 чел.;
- село Тихорецкое — 1115 чел.;
- село Ново-Уральское — 1100 чел.;
- село Царско-Дарское — 825 чел.;
- село Бреславское — 758 чел.;
- село Бобринское — 673 чел.;
- посёлок Ракиты — 631 чел.;
- село Славянское — 627 чел.;
- посёлок Баландино — 619 чел.;
- посёлок Патровский — 556 чел.